# هاري كونيك
هاري كونيك (بالإنجليزية: Harry Cornick)‏ (9 أبريل 1995 في المملكة المتحدة - ) هو لاعب كرة قدم بريطاني في مركز جناح ‏. لعب مع نادي بورنموث ويوفل تاون وهافانت أند ووترلوفيل ونادي ألدرشوت تاون وChristchurch F.C. ‏ وويلينج يونايتد.

## وصلات خارجية
- هاري كونيك على موقع قاعدة بيانات كرة القدم.إي يو (الإنجليزية)
- هاري كونيك على موقع Soccerbase.com (لاعب) (الإنجليزية)
- هاري كونيك على موقع Soccerway.com (الإنجليزية)